# Ontsira tayi
Ontsira tayi är en stekelart som beskrevs av Sergey A. Belokobylskij 1998. Ontsira tayi ingår i släktet Ontsira och familjen bracksteklar. Inga underarter finns listade i Catalogue of Life.